# Curs del '99
Curs del '99 (títol original: Class of 1999) és una pel·lícula estatunidenca dirigida per Mark L. Lester, estrenada l'any 1990. Ha estat doblada al català.

## Argument
En un futur pròxim, tres professors són contractats per fer regnar l'ordre en un institut americà. Es tracta en realitat d'androides sense pietat. Havien estat programats al principi per l'exèrcit. La seva memòria ha estat esborrada per aquest nou programa però la vella torna a la superfície. Té lloc a continuació una guerra sense treva contra els estudiants que decideixen defensar-se. Una sola regla: sobrevivre o morir.

## Repartiment
- Bradley Gregg: Cody Culp
- Traci Lind: Christie Langford
- John P. Ryan: el Sr. Hardin
- Pam Grier: Mlle Connors
- Patrick Kilpatrick: el Sr. Bryles
- Stacy Keach: Dr. Bob Forrest
- Malcolm McDowell: Dr. Miles Longford
- James Medina: Hector
- Joshua John Miller: Angelo
- Jason Oliver: Curt
- Jill Gatsby: Dawn
- Darren E. Burrows: Sonny
- Sean Hagerty: Reedy
- Sharon Wyatt: Janice Culp
- James McIntire: El tècnic n°1
- Lee Arenberg: El tècnic n°2

## Al voltant de la pel·lícula
- El rodatge s'ha desenvolupat a Seattle.
- La pel·lícula és continuació de Class 1984, ja dirigida per Mark L. Lester el 1982, i que serà seguida per Class of 2001, realitzat per Spiro Razatos el 1994.

## Banda original
- Death and Destruction, interpretat per Pancho D. Rock
- New Drug, interpretat per 24-7 Spyz
- Underground, interpretat per John Moore
- Head Like a Hole, interpretat per Nine Inch Nails
- Come the Day, interpretat per Midge Ure

## Premis
- Premi a la millor esperança masculina per Joshua John Miller, en els premis Young Artist de 1991.